# Phước Hưng (phường)
Phước Hưng là một phường thuộc thành phố Bà Rịa, tỉnh Bà Rịa – Vũng Tàu, Việt Nam.

## Địa lý
Phường Phước Hưng nằm ở phía bắc thành phố Bà Rịa, có vị trí địa lý:
- Phía đông giáp các phường Phước Nguyên, Long Tâm và xã Hòa Long
- Phía tây giáp phường Long Hương và xã Tân Hưng
- Phía nam giáp phường Phước Hiệp
- Phía bắc giáp xã Tân Hưng.

Phường có diện tích 2,93 km², dân số năm 2005 là 5.015 người, mật độ dân số đạt 1.712 người/km².

## Lịch sử
Phường Phước Hưng được thành lập vào ngày 2 tháng 6 năm 1994 trên cơ sở các thôn Phước Hưng, Phước Chánh và Phước Tân thuộc thị trấn Bà Rịa cũ (trừ 800 ha diện tích tự nhiên của thôn Phước Tân được sáp nhập vào xã Châu Pha thuộc huyện Tân Thành), 200 ha diện tích tự nhiên của xã Hòa Long.
Sau khi thành lập, phường có 595 ha diện tích tự nhiên và 9.421 người.
Ngày 27 tháng 6 năm 2005, Chính phủ ban hành Nghị định 83/2005/NĐ-CP. Theo đó:
- Điều chỉnh 28,53 ha diện tích tự nhiên và 122 người của xã Châu Pha, huyện Tân Thành về phường Phước Hưng quản lý
- Điều chỉnh 308,50 ha diện tích tự nhiên và 308 người của xã Hòa Long về phường Phước Hưng quản lý
- Điều chỉnh 59,77 ha diện tích tự nhiên và 4.007 người của phường Phước Hưng về phường Phước Hiệp quản lý
- Thành lập xã Tân Hưng trên cơ sở 744,20 ha diện tích tự nhiên và 4.923 người của phường Phước Hưng.

Sau khi điều chỉnh địa giới hành chính, phường Phước Hưng còn lại 292,93 ha diện tích tự nhiên và 5.015 người.